# Všechovice (ort i Tjeckien, Södra Mähren)
Všechovice är en ort i Tjeckien.   Den ligger i regionen Södra Mähren, i den östra delen av landet, 170 km sydost om huvudstaden Prag. Všechovice ligger 327 meter över havet och antalet invånare är 154.
Terrängen runt Všechovice är kuperad västerut, men österut är den platt. Runt Všechovice är det ganska tätbefolkat, med 100 invånare per kvadratkilometer. Närmaste större samhälle är Brno, 19,8 km söder om Všechovice. I omgivningarna runt Všechovice växer i huvudsak blandskog.